# Lijst van arboreta

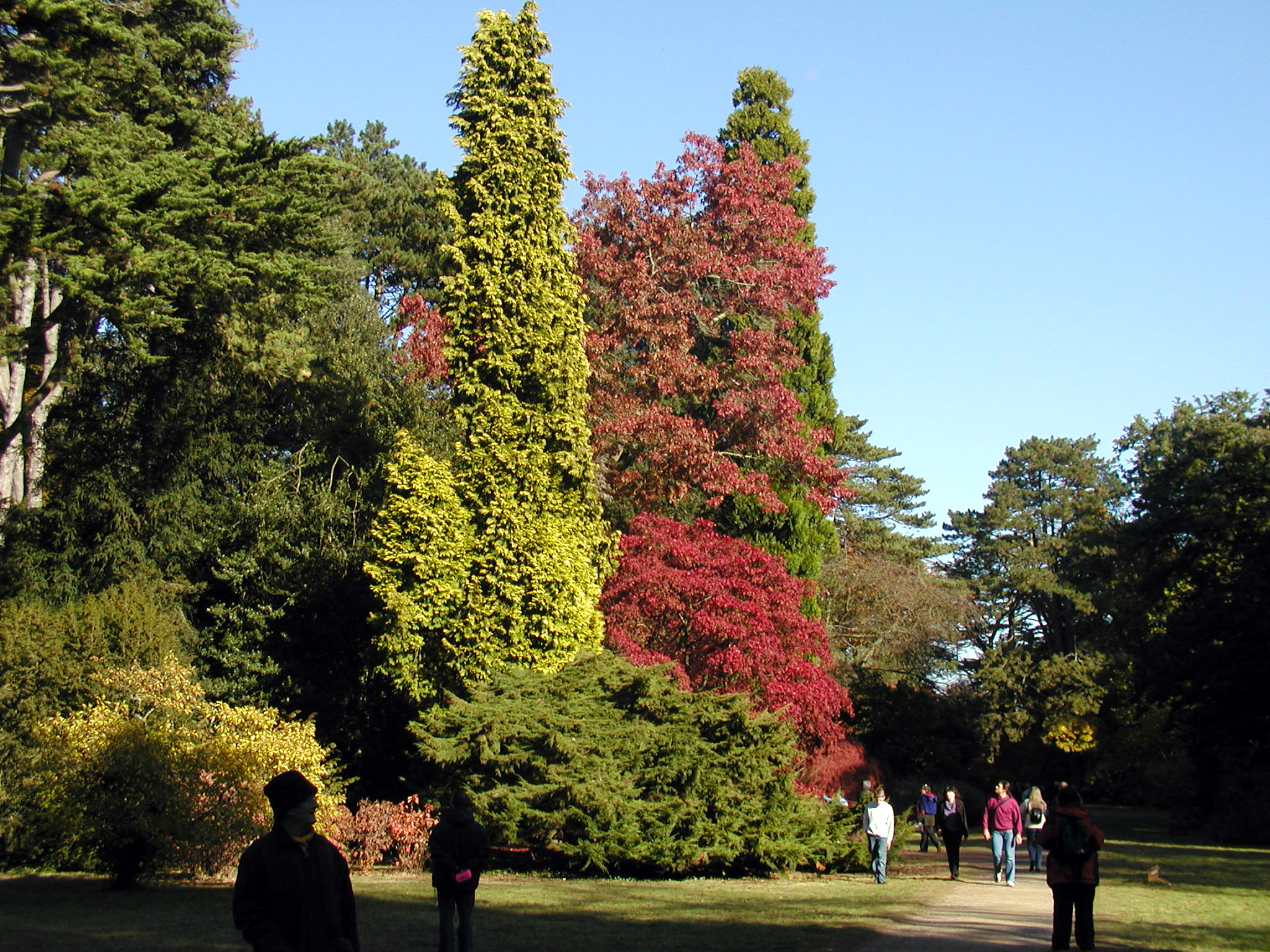
Westonbirt Arboretum, Gloucestershire

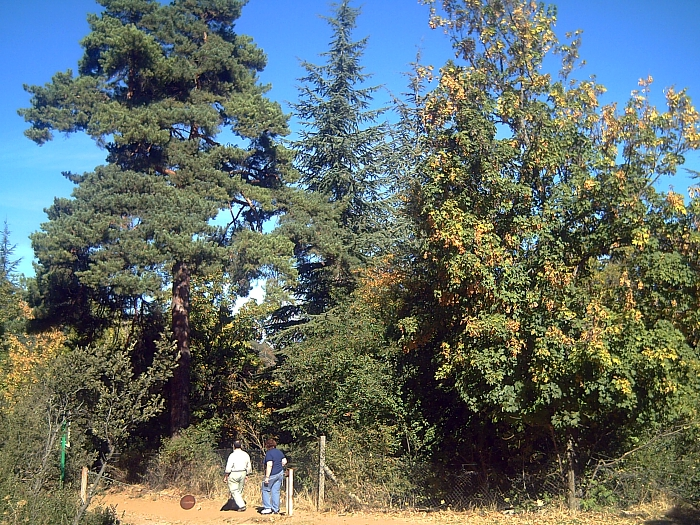
Alfaguara, Granada

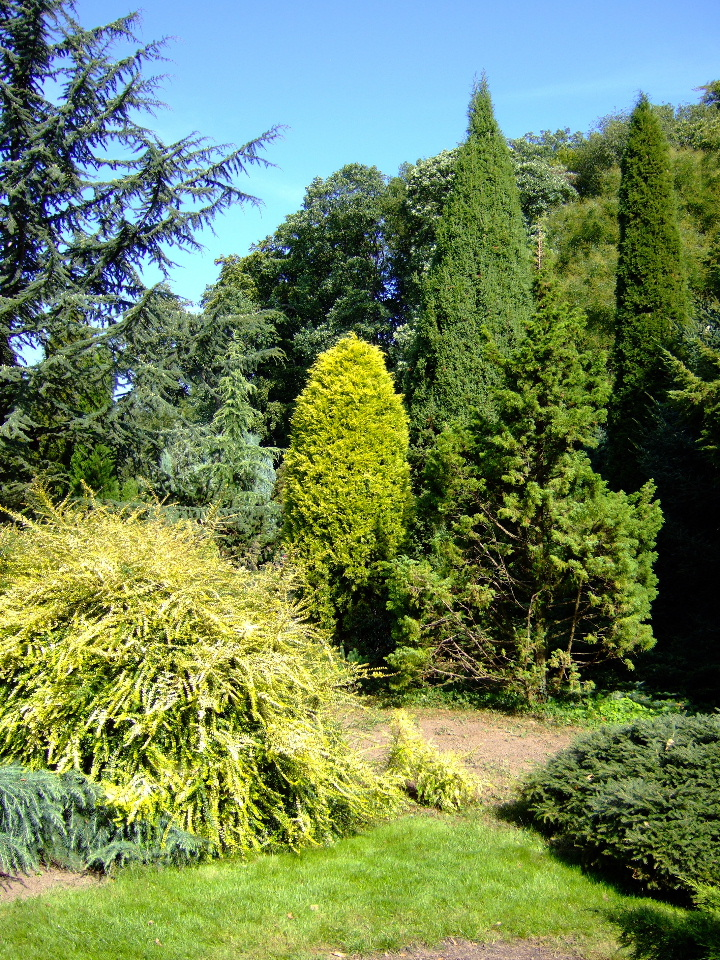
Park Härle, Bonn

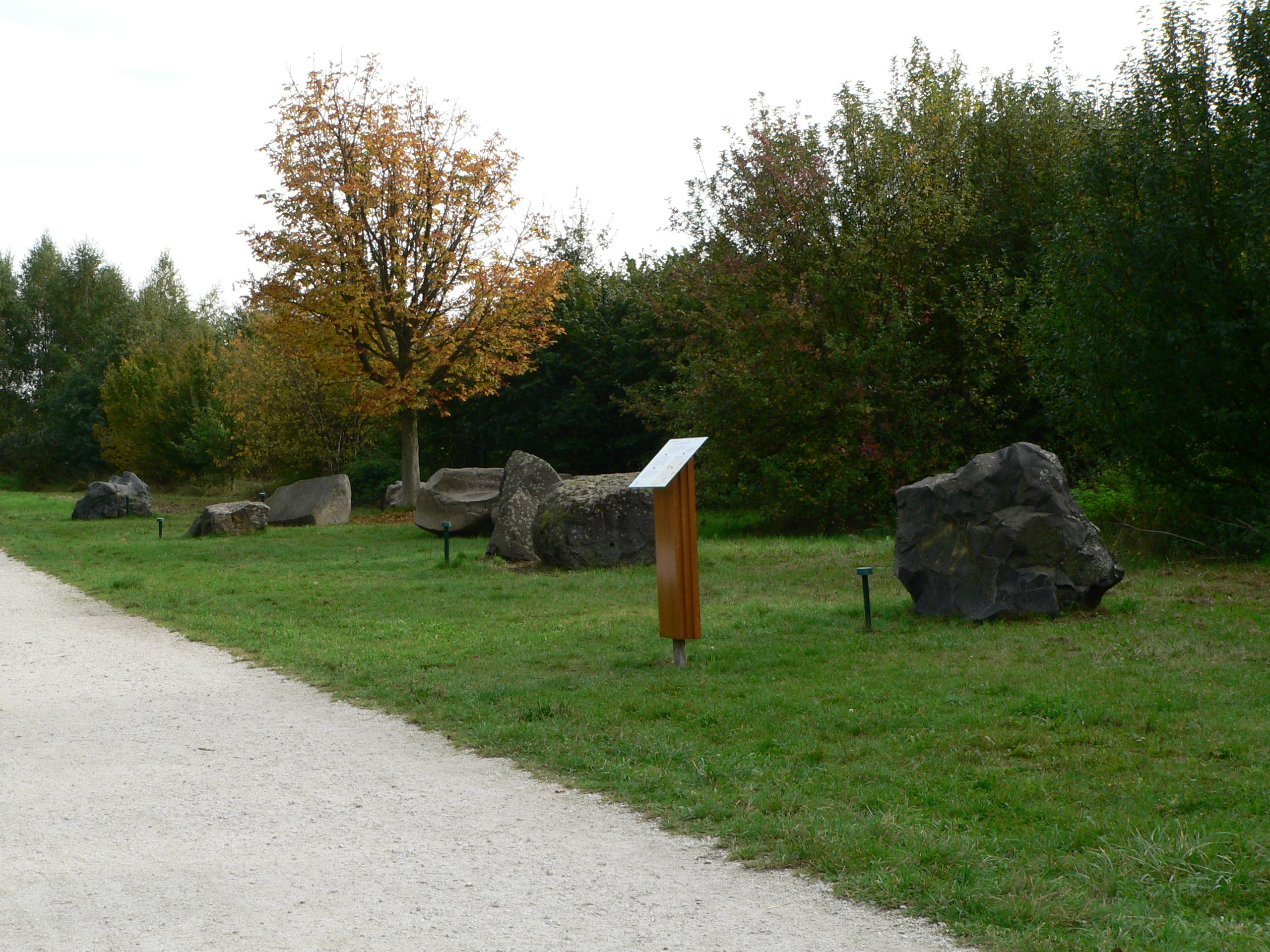
Arboretum Main Taunus, Sulzbach (Taunus)

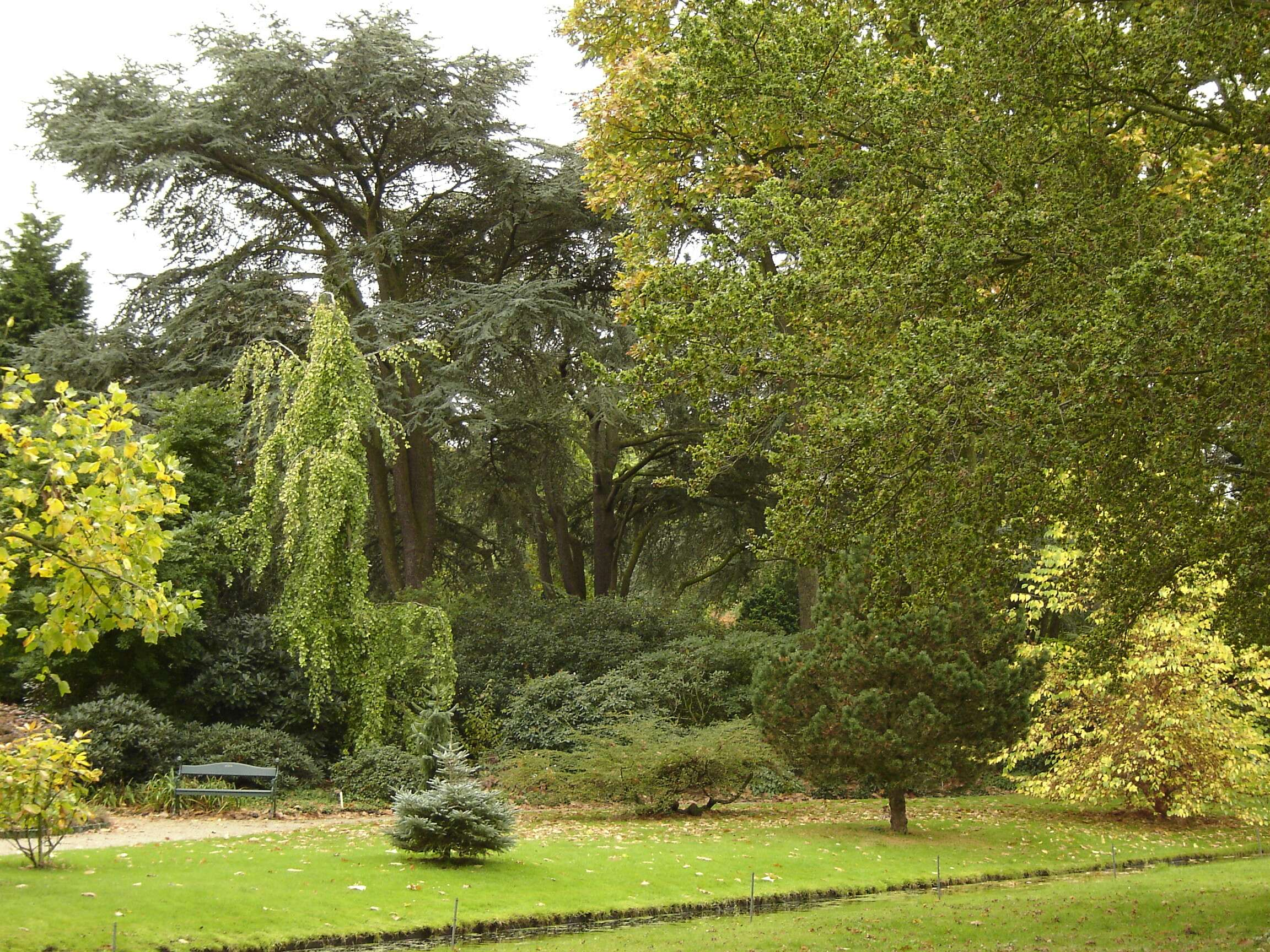
Arboretum Trompenburg

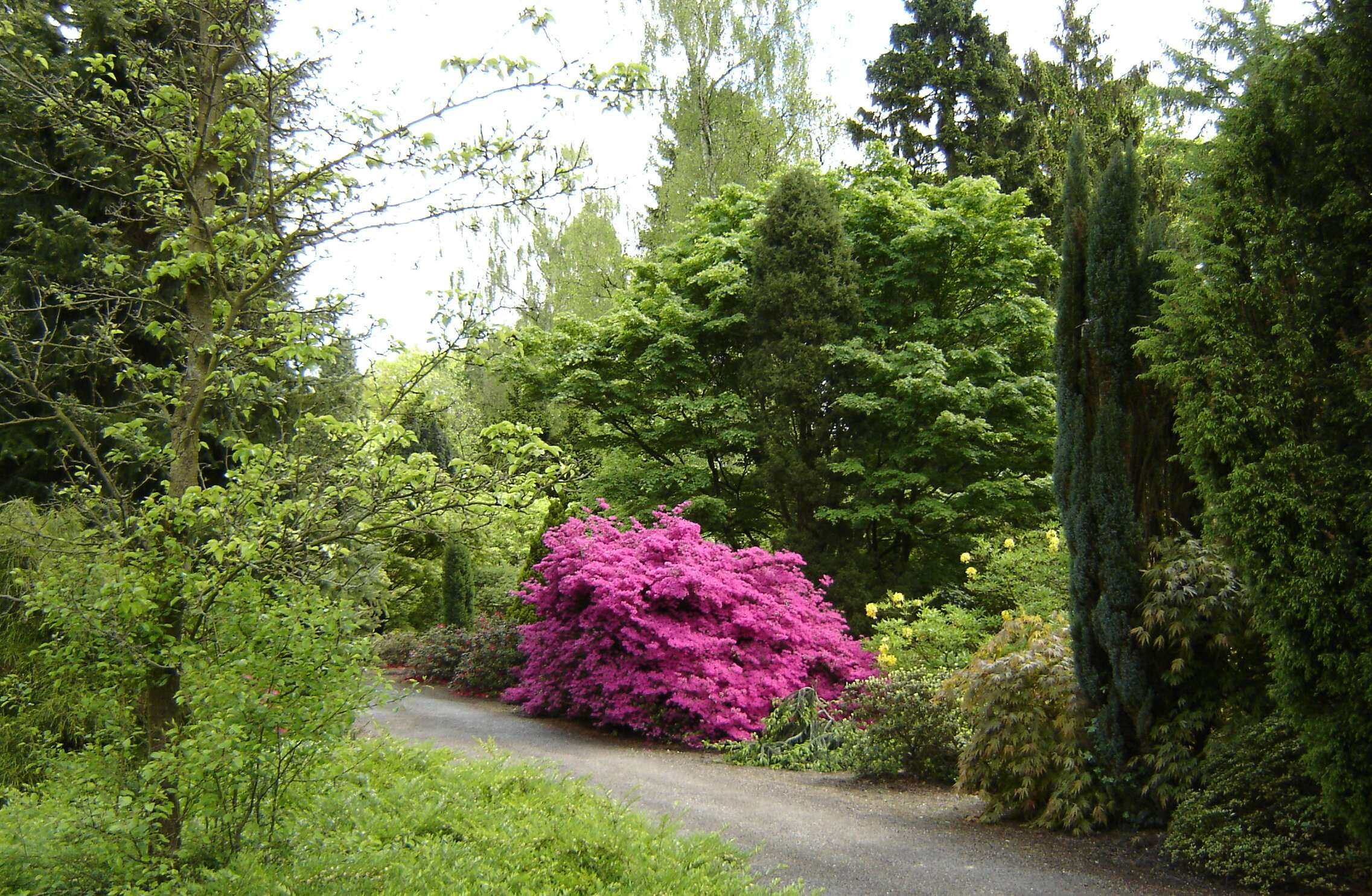
Von Gimborn Arboretum

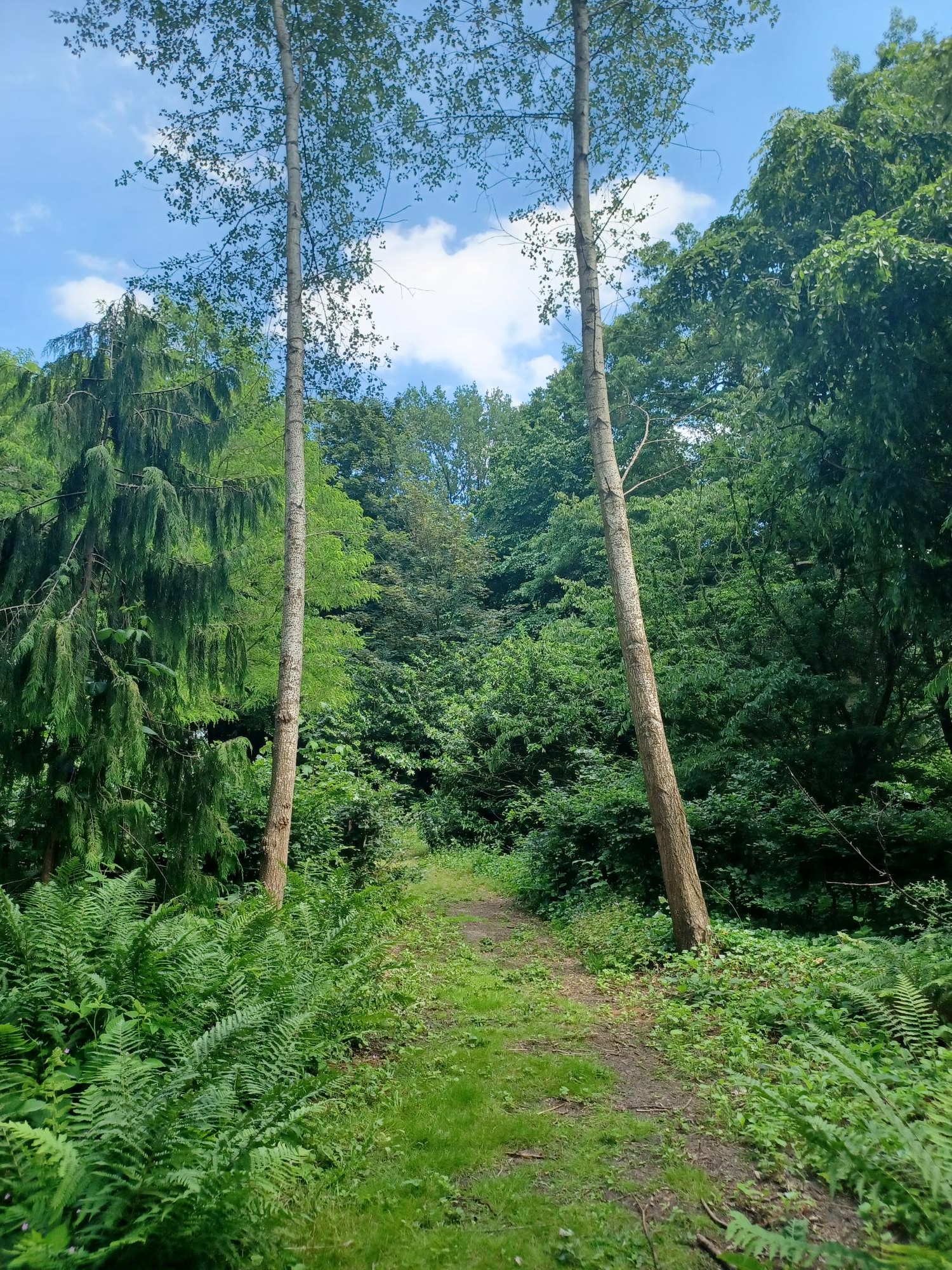
Pinetum Tuinbouwschooltuin te Frederiksoord

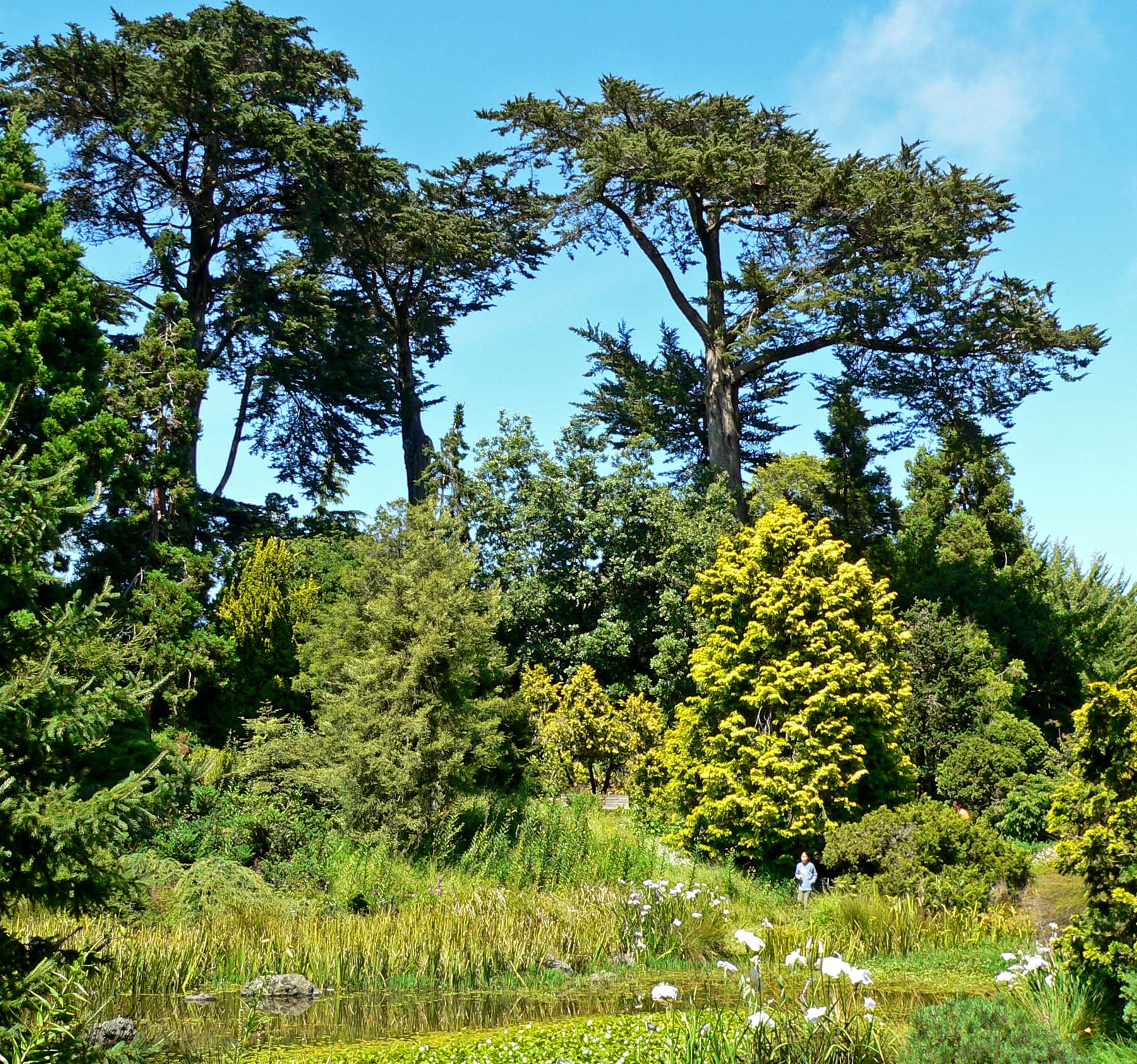
San Francisco: botanische tuin met cipressen

Dit is een lijst van bekende arboreta.

## Afrika

### Madagaskar
- Arboretum d'Antsokay

## Nieuw-Zeeland
- Eastwoodhill Arboretum
- Hackfalls Arboretum

## Europa

### België
- Nationale Plantentuin van België
- Arboretum Bokrijk
- Arboretum Groenendaal
- Arboretum Heverleebos
- Arboretum Kalmthout
- Arboretum Wespelaar
- Geografisch Arboretum Tervuren
- Arboretum Koekelare
- Arboretum Het Leen Eeklo

### Duitsland
- Sequoiafarm Kaldenkirchen
- Forstlicher Versuchsgarten Grafrath

### Frankrijk
- Arboretum de pézanin

### Luxemburg
- Arboretum Kirchberg

### Nederland
- Arboretum de Hangende Tuinen van Landgoed Tenaxx (Wedde, Groningen)
- Arboretum Assen
- Arboretum-Heempark Delft
- Arboretum Artis
- Arboretum Amstelveen (tussen Uilenstede en Kalfjeslaan)
- Arboretum Boomrijk (Meerhoven, Eindhoven)
- Arboretum Notoarestoen Eenrum
- Arboretum Hoogvliet
- Arboretum in het Stadspark in Groningen
- Arboretum Munnike Park te Zwijndrecht
- Arboretum Oostereng te Wageningen
- Arboretum Oudenbosch
- Arboretum Poort Bulten
- Arboretum Trompenburg
- Arboretum en Pinetum Tuinbouwschooltuin Frederiksoord
- Beemster Arboretum
- Begraafplaats De Nieuwe Ooster
- Botanische Tuinen Wageningen, Belmonte Arboretum en De Dreijen
- Diergaarde Blijdorp Rotterdam
- Filosofisch Arboretum
- Pinetum Birkhoven
- Landgoed Schovenhorst te Putten
- Pinetum Blijdenstein
- Pinetum De Dennenhorst
- Pinetum de Horstlanden op de campus in Enschede
- Pinetum Ter Borgh
- Von Gimborn Arboretum
- Zuiderpark (Den Haag)
- Arboretum op de Floriade 2022

## Noord-Amerika

### Verenigde Staten
- Arboretum at Flagstaff
- Arnold Arboretum
- Holden Arboretum
- Lyon Arboretum
- Morton Arboretum
- North Carolina Arboretum